# Scopula discriminaria
Scopula discriminaria là một loài bướm đêm trong họ Geometridae.